# 심규동
심규동(1992년 8월 9일 ~ )는 대한민국의 전 축구 선수로, 포지션은 공격수이다.